# Gridenkarköpfe
Die Gridenkarköpfe (max. 3031 m ü. A.) sind drei Berggipfel in der nordwestlichen Schobergruppe. Sie liegen an der Grenze der Osttiroler Gemeinde Kals am Großglockner mit der Kärntner Gemeinde Heiligenblut am Großglockner. Die Gridenkarköpfe bestehen aus dem Südlichen Gridenkarkopf (3031 m ü. A.), dem Mittleren Gridenkarkopf (3007 m ü. A.) und dem Nördlichen Gridenkarkopf (3020 m ü. A.). Benachbarte Gipfel sind der Zinggetz im Norden und das Böse Weibl im Süden, wobei die Gridenkarköpfe durch den Kesselkeessattel vom Bösen Weibl getrennt sind.

## Aufstiegsmöglichkeiten
Die Gridenkarköpfe sind nur von geringer touristischer Bedeutung und werden nur selten begangen. Dennoch sind sie vom Kesselkeessattel relativ leicht zu ersteigen. Der Anstieg zum Kesselkeessattel kann dabei von der östlich gelegenen Elberfelder Hütte oder vom nordwestlich gelegenen Peischlachtörl erreicht werden. Danach erfolgt der Anstieg auf den Südlichen Gridenkarkopf unschwierig aber unmarkiert über den Südgrat auf den höchsten der Gridenkarköpfe. Ebenso unschwierig ist der Übergang zum Mittleren und Nördlichen Gridenkarkopf, wobei der kurze Grat zwischen den Mittleren und dem Nördlichen Gridenkarkopf etwas schmaler, aber dennoch gut begehbar ist. Die Kammwanderung kann auch auf die nördlich gelegenen Berggipfel des Zinggetz und des Tramerkamps ausgedehnt werden.